# Billboard 200
Billboard 200 är den lista som varje vecka rankar de 200 mest sålda albumen i USA. Listan publiceras regelbundet varje vecka i tidskriften Billboard. Billboard 200 används ofta för att utöka populariten hos grupper och artister.
Listan baseras enbart på försäljningen (både i detaljhandel och på nätet, i nedladdningsform) i USA. Försäljningsveckan börjar räknas från måndagen och avslutas på söndagen. De nya försäljningssiffrorna offentliggörs på torsdagen och publiceras i tidningen kommande lördag. 
Exempel (2007):
Måndag 1 januari — försäljningsveckan börjar
Söndag 7 januari — försäljningsveckan avslutas
Torsdag 11 januari — den nya listan publiceras och finns med i tidningen som utkommer lördagen den 20 januari

## Historia
Billboard började sammanställa albumlistan redan 1945. Inledningsvis bestod listan endast av fem placeringar, och publicerades till en början inte med regelbundna mellanrum - allt mellan 3 och 7 veckor kunde passera innan listan uppdaterades. Efter rockens genombrott började Billboard att från och med den 24 mars 1956 utge listan med en veckas mellanrum. Antalet platser på listan varierade emellertid fortfarande mellan tio och tjugo. Det första albumet att toppa listan var Belafonte av Harry Belafonte.
Med början den 25 maj 1959 delade Billboard upp albumlistan i två separata delar, en för stereoalbum (tjugo placeringar) och för monoalbum (femtio placeringar), båda under rubriken Best Selling Albums som senare kom att bytas ut till Action Albums. Längden på de två olika listorna fortsatte att skifta inom de efterföljande åren för att 1963 slutligen avslutas med 50 placeringar på listan över stereoalbum, och 150 placeringar på listan över monoalbum.
Den 17 augusti 1963 slogs de två separata listorna åter igen ihop till en lista med 150 placeringar kallad Top LPs. Den 1 april 1967 expanderades listan till 175 platser och slutligen till 200 platser den 13 maj 1967. 1972 ändrades listans namn till Top LPs & Tapes; 1984 fick listan namnet Top 200 Albums; 1985 gjordes titeln om ytterligare till Top Pop Albums; under 1991 fick listan namnet The Billboard 200 Top Albums för att slutligen få sitt nuvarande namn, The Billboard 200, den 14 mars 1992. 

## Statistik

### Artister med flest album på listan
- Elvis Presley (114)
- Frank Sinatra (83)
- Johnny Mathis (73)
- Willie Nelson (57)
- Barbra Streisand (54)

### Artister med flest album på Topp 10[1]
- The Rolling Stones (36)
- Frank Sinatra (32)
- The Beatles (31)
- Barbra Streisand (29)
- Elvis Presley (27)

### Artister med flest toppande album
- The Beatles (20)
- Elvis Presley (10)
- Jay-Z (12)
- The Rolling Stones (9)
- Barbra Streisand (8)
- Garth Brooks (8)
- Bruce Springsteen (10)